# 鹿児島市立吉田北中学校
鹿児島市立吉田北中学校（かごしましりつよしだきたちゅうがっこう 英語: Yoshida-Kita Junior High School）は、鹿児島県鹿児島市西佐多町にある市立中学校。

## 学区
- 鹿児島市立吉田小学校 全域

## 概要
- 鹿児島市の最北端の中学校である。
- 市町村合併で吉田町が鹿児島市に編入される以前は、名称が吉田町立吉田北中学校であった。
- 1学年1学級である。

## 主な進学先
- 旧吉田町は鹿児島学区に属しているが学区の境目になるため、姶良・伊佐学区の加治木高校や蒲生高校の普通科に学区内受験ができる。
- 蒲生高校及び加治木高校や加治木工業といった、姶良・伊佐学区の公立高校や、市内の公立及び私立高校などに進学する。